# گاس ادواردز
گاس ادواردز (انگلیسی: Gus Edwards؛ ‏ ۱۸ اوت ۱۸۷۸ – ۷ نوامبر ۱۹۴۵) موسیقی‌دان، آهنگساز، ترانه‌سرا، و کارگردان فیلم اهل ایالات متحده آمریکا بود.
از فیلم‌هایی که وی در آن نقش داشته‌است، می‌توان به نمایش هالیوود ۱۹۲۹ اشاره کرد.